# Kojetice (Boêmia Central)
Kojetice é uma comuna checa localizada na região da Boêmia Central, distrito de Mělník.